# 諾斯曼角
諾斯曼角（英語：Norseman Point），是南極洲的海岬，位於葛拉漢地西岸的法利埃海岸，處於瑪格麗特灣，是內尼島的最東端，在1936年由英國探險隊測量，現時由南極條約體系管理。